# Stiphropus qianlei
Espèce
Stiphropus qianlei est une espèce d'araignées aranéomorphes de la famille des Thomisidae.

## Distribution
Cette espèce est endémique du Guizhou en Chine. Elle se rencontre dans le xian de Xiuwen.

## Habitat
Cette espèce myrmécophile se rencontre dans des fourmilières d'Aphaenogaster smythiesii.

## Description
Le mâle holotype mesure 2,71 mm et la femelle paratype 4,57 mm.

## Systématique et taxinomie
Cette espèce a été décrite par Lin et Li en 2023.

## Étymologie
Cette espèce est nommée en l'honneur de Qian-le Lu.

## Publication originale
- Li, Lin & Li, 2023 : « Notes on two Stiphropus species from China (Araneae, Thomisidae). » Biodiversity Data Journal, vol. 11, no e105695, p. 1-12 (texte intégral).